# Mogapi
Mogapi – wieś w Botswanie w dystrykcie Central. Według spisu ludności z 2011 roku wieś liczyła 1939 mieszkańców.